# Lac de Braies
Le lac de Braies (en italien : lago di Braies, en allemand : Pragser Wildsee) est un petit lac alpin situé dans le val de Braies (une vallée latérale du val Pusteria) à 1 496 m d'altitude, dans la municipalité de Braies, à environ 97 kilomètres de Bolzano.

## Géographie
Situé au pied de l’imposante paroi rocheuse de la Croda del Becco (2 810 m), le lac se trouve dans les Dolomites de Braies, dans le parc naturel Fanes - Sennes et Braies. Il a une superficie d'environ 31 hectares, avec une longueur de 1,2 km et une largeur de 300 à 400 mètres. C'est l'un des lacs les plus profonds de la province autonome de Bolzano, avec une profondeur maximale de 36 mètres et une profondeur moyenne de 17 mètres.
Sa création est due au barrage du Rio Braies, impliqué par un glissement de terrain.
Le lac est une destination touristique qui attire pour la couleur bleu intense de ses eaux claires et pour le paysage naturel dans lequel il est plongé. En fait, le lac est entouré sur trois côtés par des pics dolomitiques, dont le Croda del Becco.
C'est aussi le point de départ de l'Alta via no 1 des Dolomites appelé « La classica » qui atteint Belluno au pied du groupe du Schiara.

## Toponyme

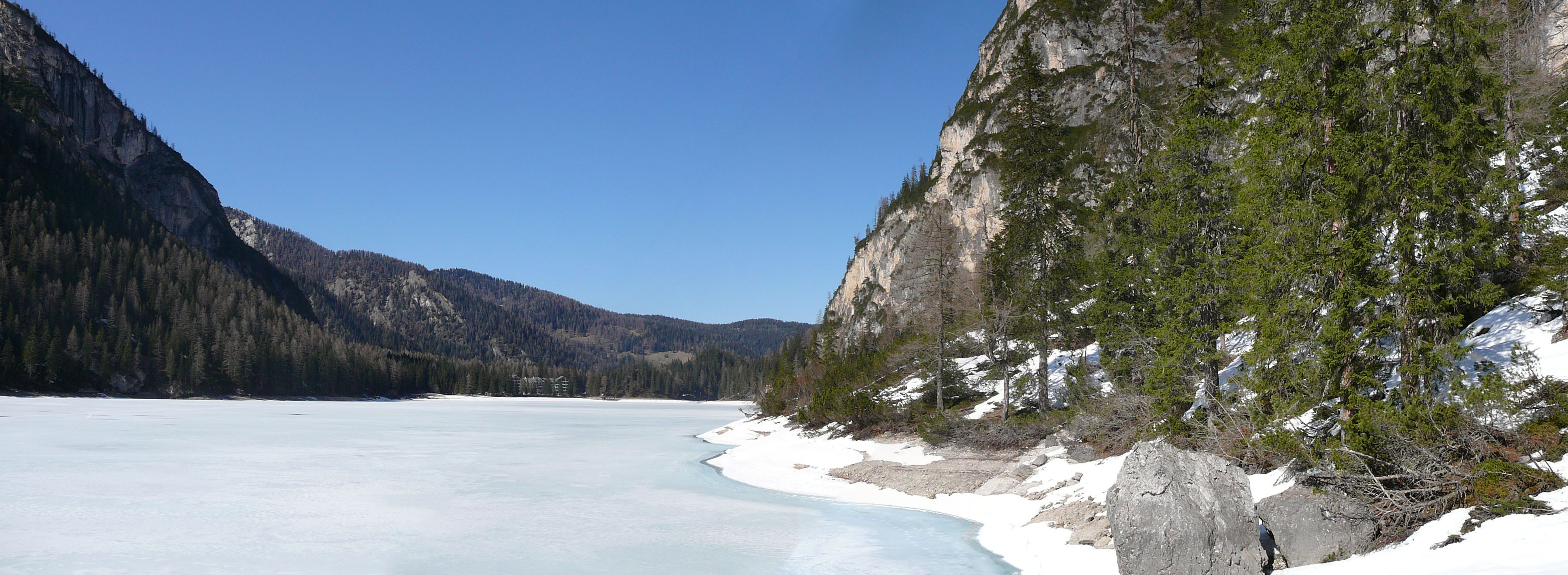
Le lac de Braies gelé.

Le nom du lac est attesté en 1296 sous le nom de Hünz an den Se, en 1330 sous le nom de Praxersee, en 1400 sous le nom de See in Prags, en 1620 sous celui de Pragsersee et en 1885 sous celui de Pragser Wildsee ; l'appellation de wild (« sauvage ») est donc celle du XIXe siècle, et peut-être être liée à l' alpinisme qui, à cette époque, commence à devenir un phénomène de masse. Le nom italien lago di Braies date de 1940, alors que dans le premier manuel de 1923, il ne figure toujours que sous le nom Pragser Wildsee.

## Tourisme

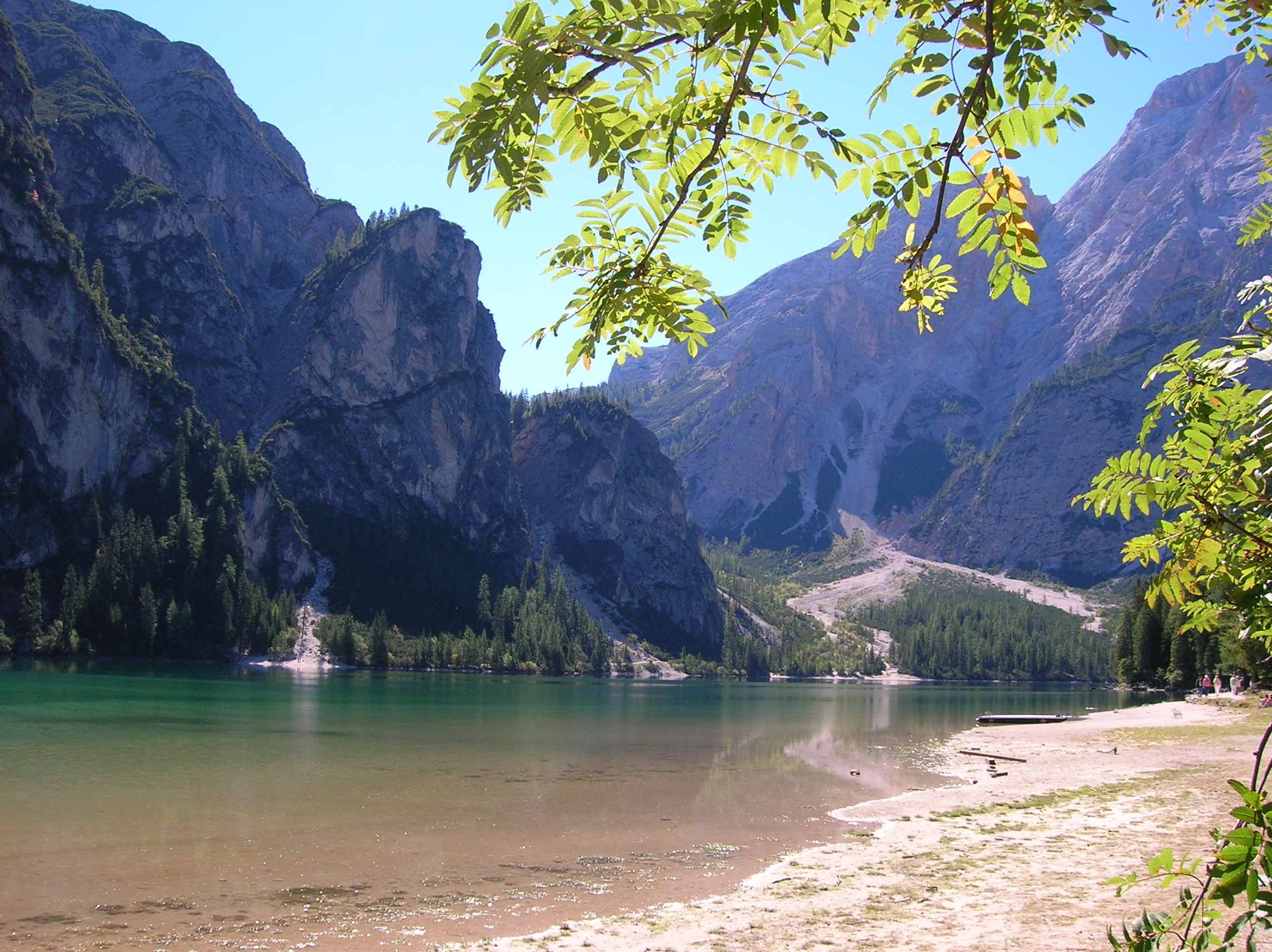
Le lac de Braies vu du nord.

Pour rejoindre le lac, il faut prendre la bifurcation pour le val de Braies entre les villes de Monguelfo et de Villabassa dans le val Pusteria. Après avoir parcouru quelques kilomètres, une route mène en direction du lac. Après avoir passé les villages de Ferrara (Schmieden) et de San Vito (St. Veit), se trouve un parking (payant pendant la saison touristique), où se trouve un grand hôtel-restaurant, l’Hôtel Pragser Wildsee, associé à la figure pionnière de Emma Hellenstainer.
Il est possible d'effectuer un tour sur les rives du lac. Cet itinéraire est, sur la rive ouest, plat et large, tandis que sur la rive est, il est raide et étroit, avec quelques escaliers. Néanmoins, cette belle promenade, qui mène aux pieds de la Croda del Becco, peut être affrontée par tout randonneur. Pendant la période hivernale, ces sentiers (en particulier celui de la côte est) sont souvent fermés en raison du risque d'avalanche. Il est toutefois possible de faire une excursion autour du lac, étant donné que sa surface est très solidement gelée.

## Histoire

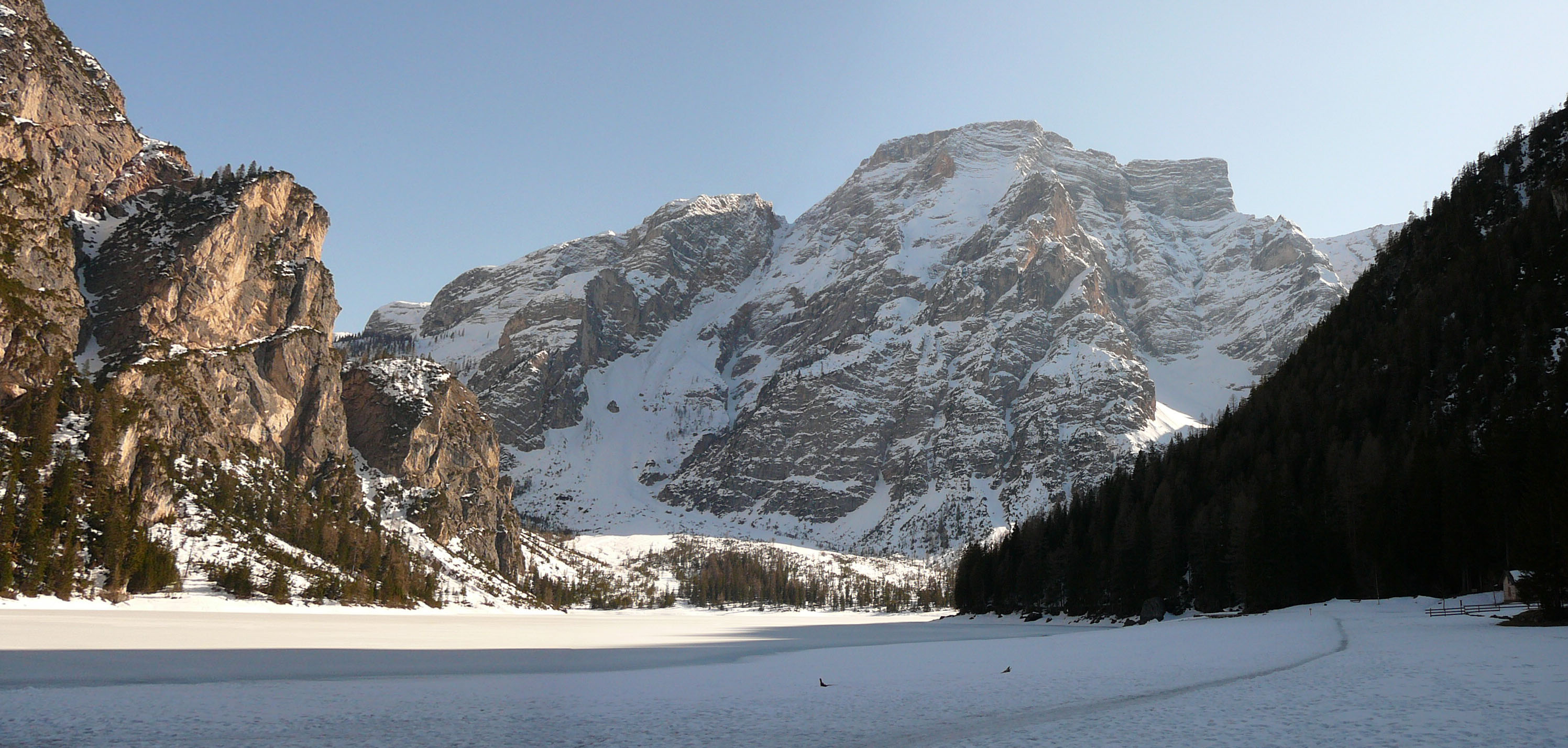
Le lac de Braies et la Croda del Becco en arrière plan.

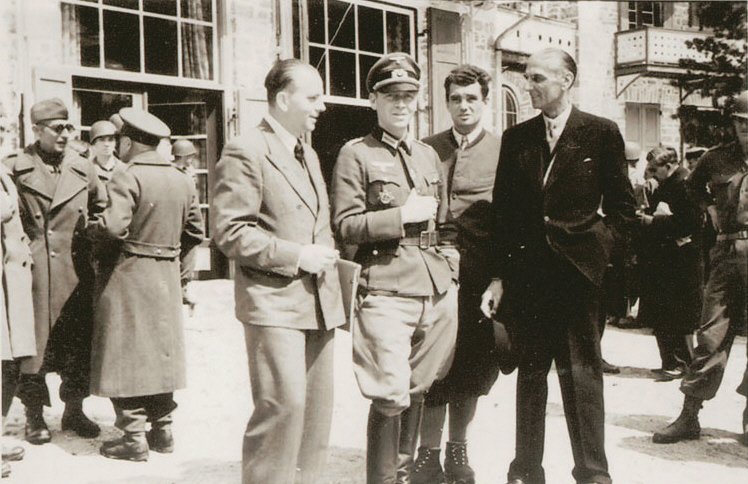
Les otages Colonel Bogislaw von Bonin (au centre) et Sigismund Payne Best (à droite) immédiatement après la libération, devant l'hôtel Pragser Wildsee le 5 mai 1945.

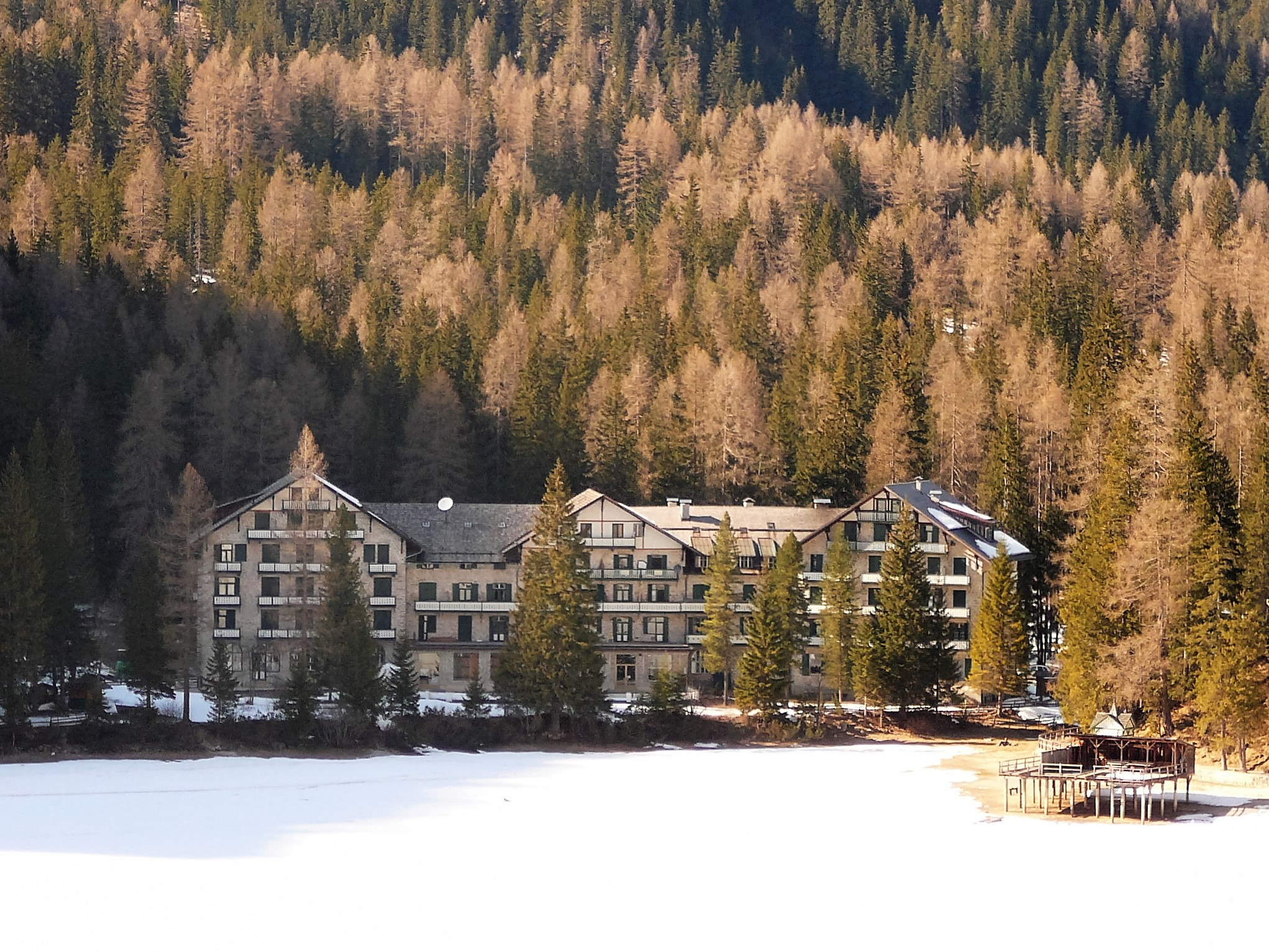
L'hôtel au bord du lac.

L'un des derniers épisodes de la Seconde Guerre mondiale en Italie a eu lieu à l'hôtel sur le lac Braies (Hotel Pragser Wildsee).
Vers la fin du mois d'avril 1945, la SS fit 141 prisonniers au lac de Braies, dont plusieurs illustres : le dernier chancelier autrichien avant l'Anschluss (l'annexion nazie de l' Autriche en 1938), Kurt von Schuschnigg ; le dernier Premier ministre de la Troisième République française, Léon Blum ; le général italien Sante Garibaldi ; le fils du maréchal Pietro Badoglio ; l'ancien Premier ministre hongrois Miklós Kállay ; le commandant en chef de l'armée grecque, le général Alexandros Papagos avec tout son personnel ; le lieutenant soviétique Wassilij Wassiljewitsch (petit-fils du commissaire du peuple aux affaires étrangères de l'URSS, Vjačeslav Michajlovič Molotov) ; Nikolaus von Horthy (fils du régent du royaume de Hongrie, l'amiral Miklós Horthy) ; l'évêque français Clermont-Ferrand, Gabriel Piguet ; l'ancien chef d'état-major allemand et général d'armée, Franz Halder, avec son épouse, ainsi que de nombreux membres de la famille du colonel d'état-major allemand Claus Schenk von Stauffenberg, auteur de l'attaque contre Hitler le 20 juillet 1944 .
Le matin du 4 mai 1945, à 6 h 45, la première patrouille américaine est arrivée au lac de Braies. Le transfert des 137 otages aux alliés a donc eu lieu. Les Allemands de la Wehrmacht sont désarmés et faits prisonniers de guerre. La décision a été prise de laisser les armes au capitaine von Alvensleben et à un autre officier, en tenant compte de leur comportement. Pour les Allemands présents parmi les prisonniers, il a été décidé que ceux qui n'avaient aucun lien avec les nazis auraient pu être libérés après avoir été détenus pendant un certain temps sur l'île de Capri. Tous les autres Allemands ont été arrêtés. Parmi eux figuraient le général Alexander von Falkenhausen, le général d'armée Franz Holder, le prince Philip de Hesse, Hjalmar Schacht, le général Georg Thomas et Fritz Thyssen. L'ancien chancelier autrichien Kurt von Schuschnigg a été libéré avec sa famille et a choisi d'émigrer aux États-Unis.

### Après la seconde guerre mondiale
Pour commémorer ces événements, le Zeitgeschichtsarchiv Pragser Wildsee (« Archives de l’histoire contemporaine du lac Braies ») a été créé à l’hôtel du même nom en 2006, qui organise des conventions et des débats et publie une série scientifique toujours sur des thèmes liés à la résistance. au nazisme.
La « tragédie de Ponticello de Braies » est un autre événement historique. Sept soldats alpins ont perdu la vie le 7 mars 1970, à la suite d'une avalanche survenue dans la vallée de Braies.

## Légende sur les origines du lac

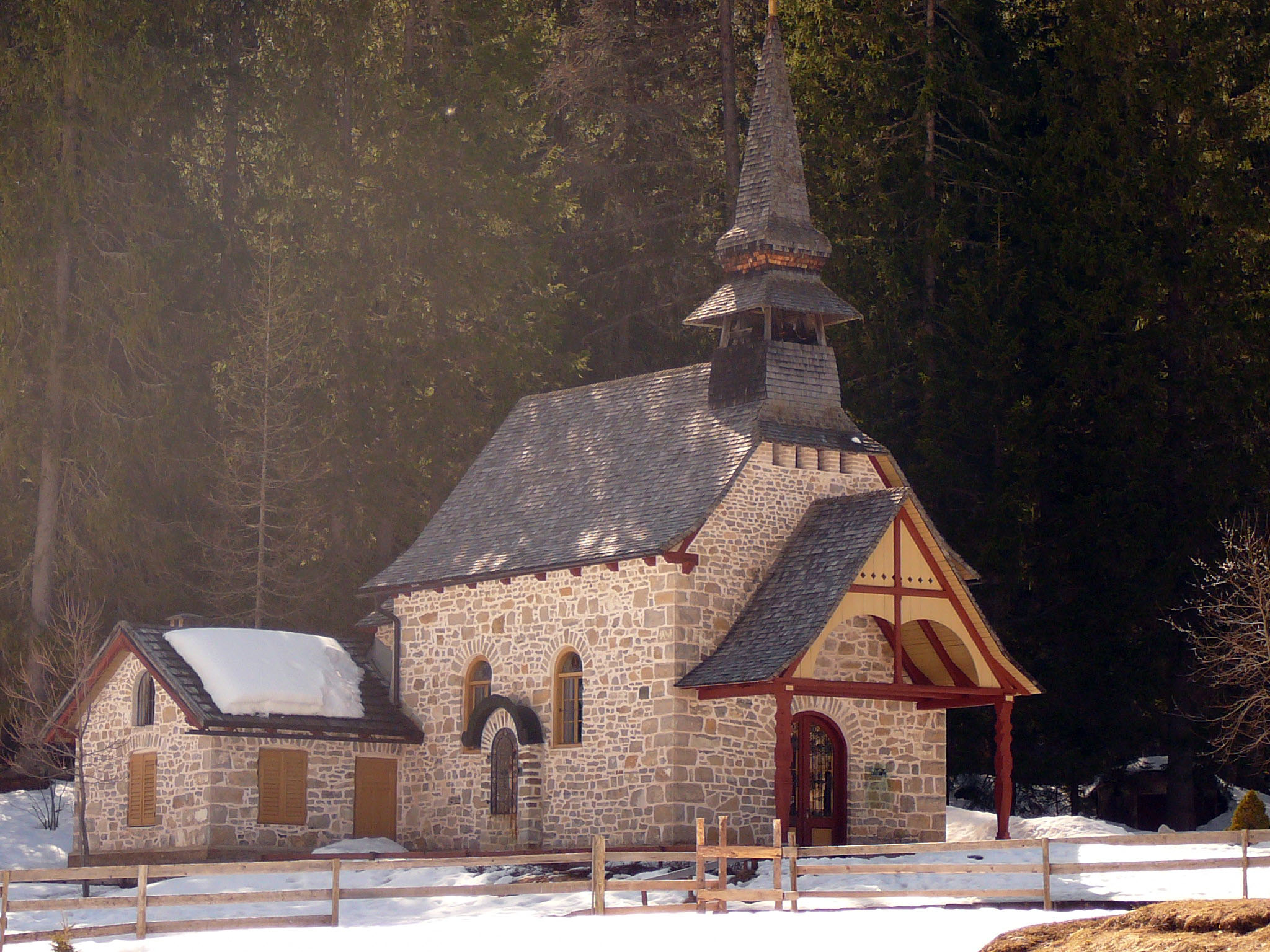
L'église près du lac (Marienkapelle).

La légende raconte que la vallée de Braies était habitée par de vilains sauvages qui gardaient l'or dans les montagnes voisines. Pour ces personnages, l'or était précieux pour sa splendeur mais les rendait durs pour l'âme.
Lorsque certains éleveurs sont apparus dans la vallée avec leur bétail, les personnages sauvages leur ont donné des objets fabriqués avec leur or. Les éleveurs voyant cette abondance d’or devinrent avides et commencèrent à prendre possession de la matière première, la dérobant à la population sauvage. La population sauvage a décidé d’empêcher les éleveurs d’atteindre les montagnes et a provoqué l’écoulement de sources d’eau, ce qui a créé le lac Braies en aval, ce qui a empêché les agriculteurs de voler l’or des sauvages.
Selon la tradition ladine, le nom Sass dla Porta aurait des origines mythologiques ; il dérive en fait de la saga du Royaume des Fanes, un royaume antique de la mythologie ladine qui aurait existé dans les vallées dolomitiques actuelles à une époque immémoriale. Chaque année, par une nuit de pleine lune, les quelques survivants du peuple Fanes, détruits par l’avidité d’un roi usurpateur, sortent de l’immense trou naturel creusé dans le rocher de la montagne et se rendent en bateau autour du lac de Braies, guidés de sa propre reine et Lujanta, héroïne mythique.

## Filmographie
Durant l'été 2010, sur les rives du lac Braies, la série télévisée Un passo dal cielo a été tournée, diffusée par Rai 1 à partir de 2011, centrée sur la vie de Pietro (interprété par Terence Hill ), chef d'équipe du Forestry Corps à San Candido, une commune qui fait partie du parc naturel des Tre Cime dans le val Pusteria. À l'été 2012, la deuxième série de la fiction a été filmée, la troisième, la quatrième et en 2018, la cinquième saison. Le 28 décembre 2016, la deuxième série de la série documentaire Speciali Storia - Ostaggi delle SS a été diffusée sur Rai Storia, qui reconstitue avec des acteurs le récit des prisonniers du lac de Braies en avril 1945.

## Sport
À partir de 2012, des compétitions de curling ont lieu sur la surface gelée du lac pendant la saison hivernale.

## Galerie

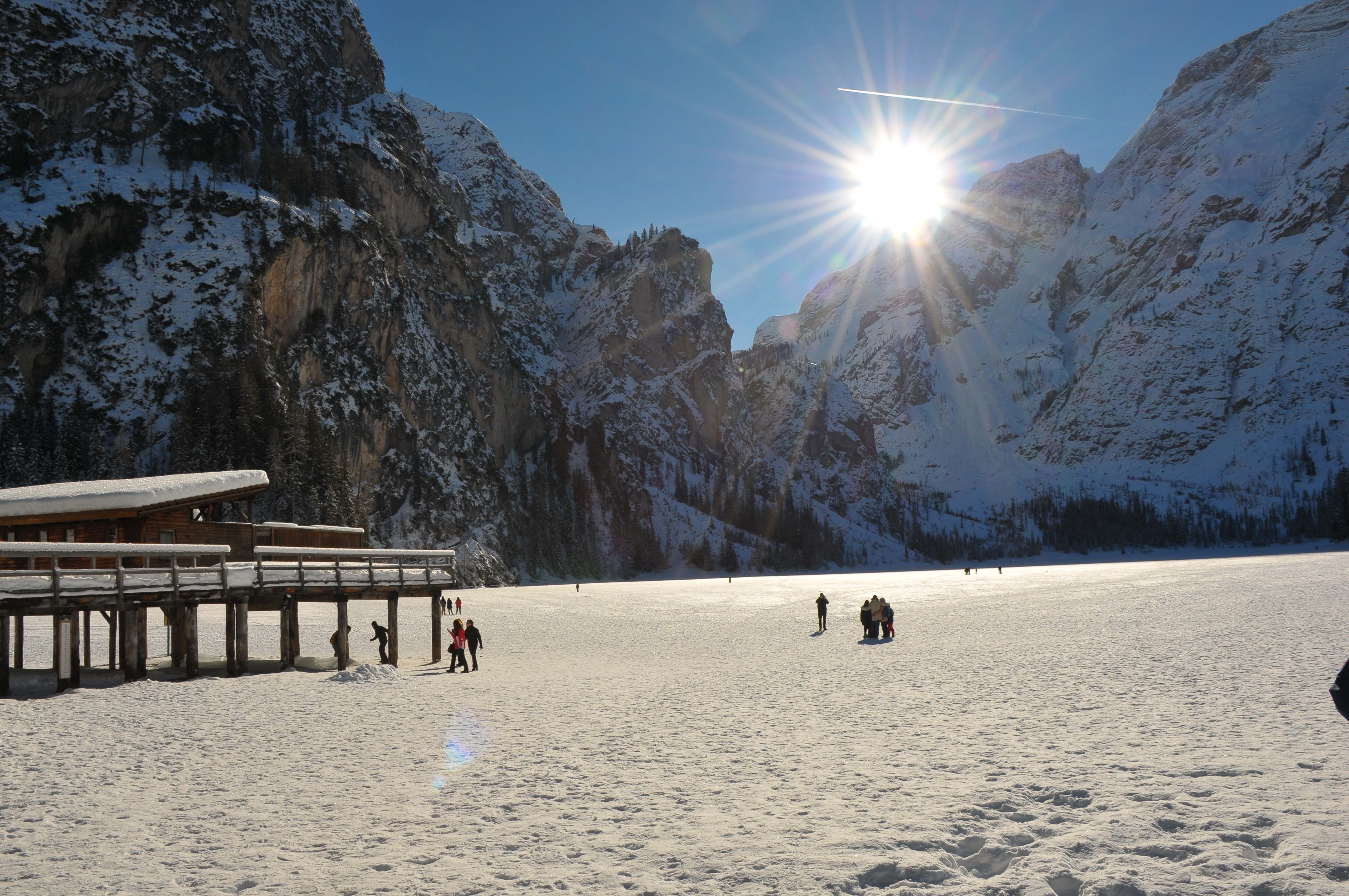
Le lac de Braies en hiver.
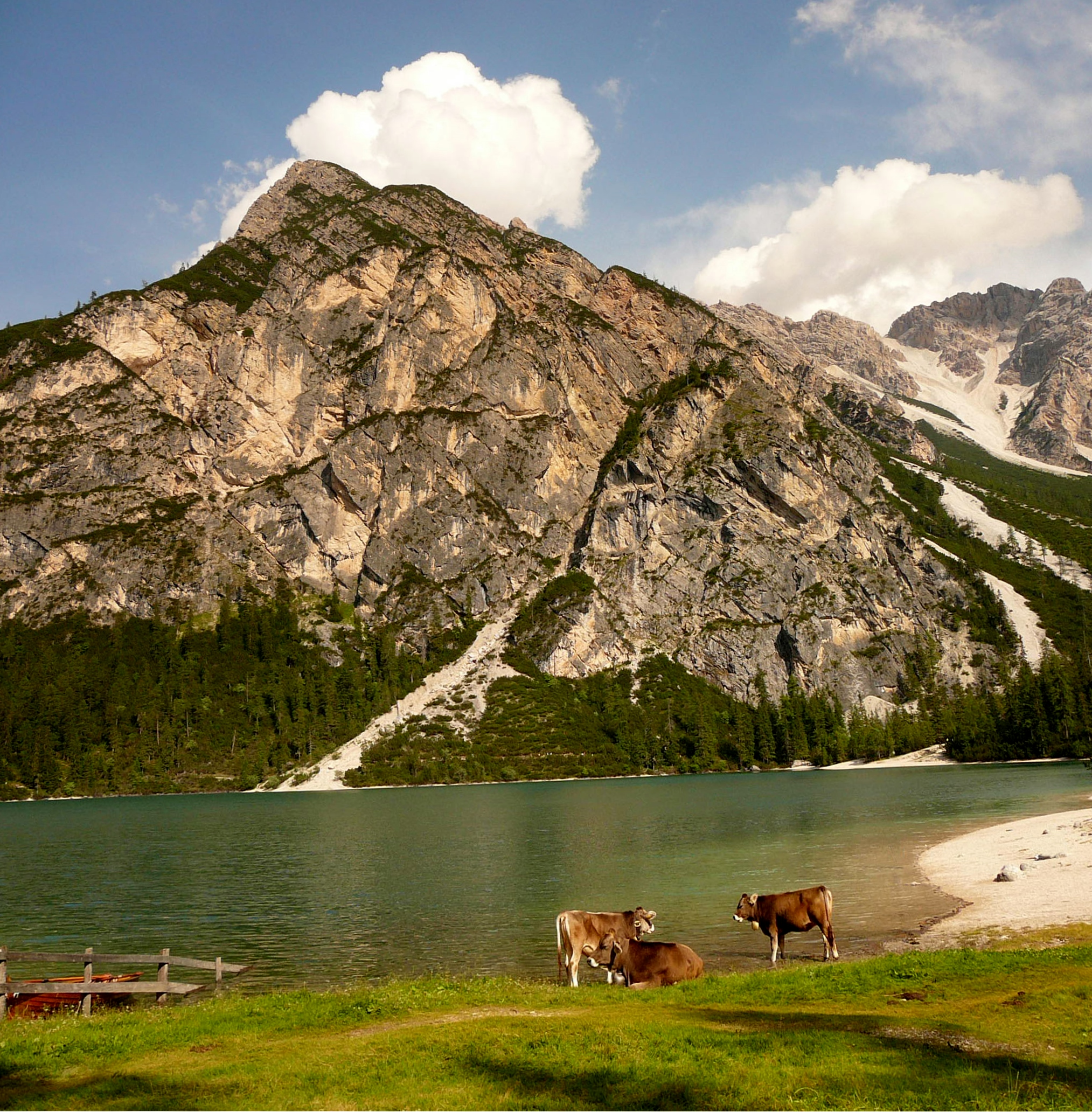
Le lac de Braies.
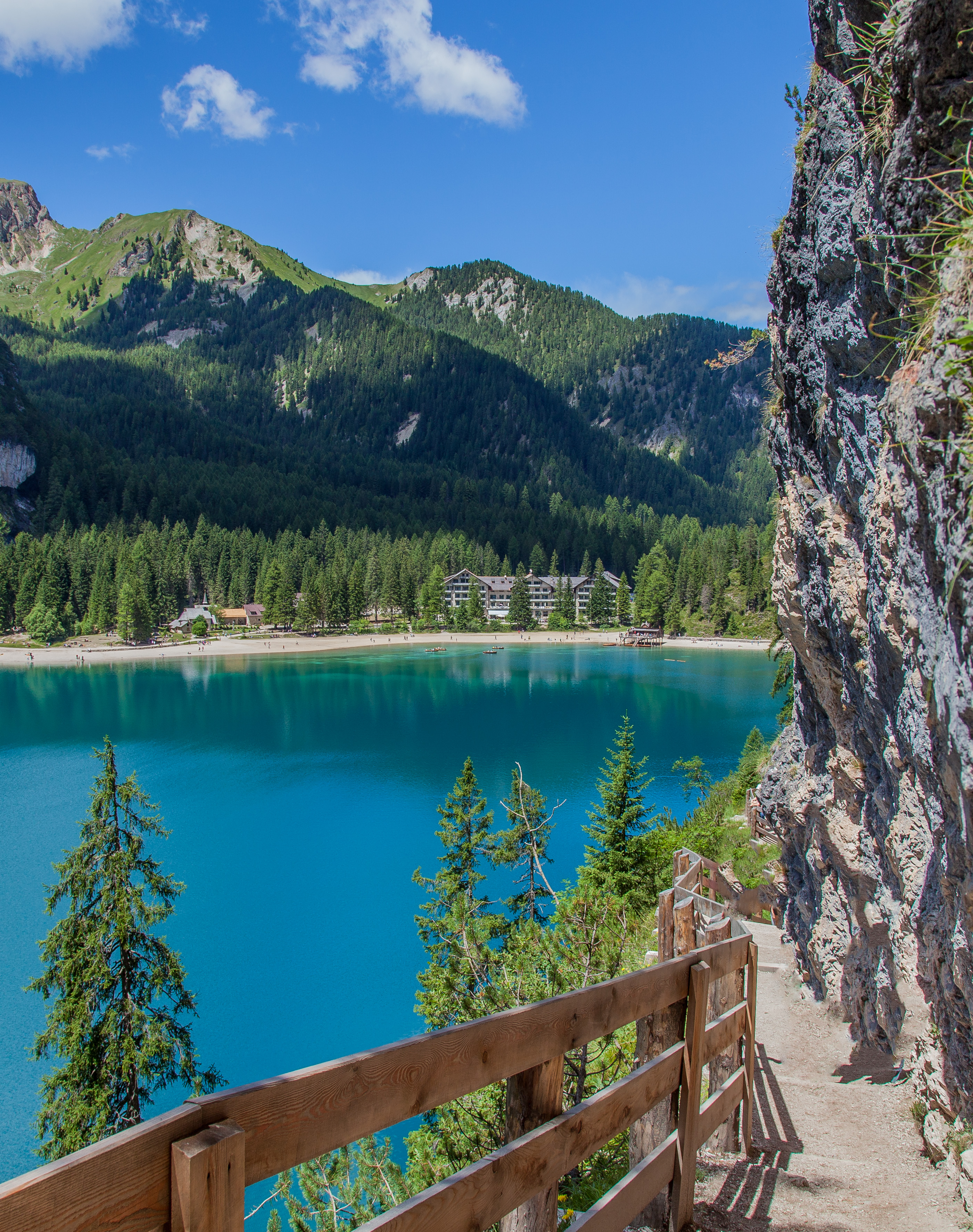
Le lac et l'hôtel vus du chemin qui longe le pourtour du lac.